# Sangstrup Klint
Sangstrup Klint är ett stup i Danmark.   Det ligger i Region Mittjylland, i den nordöstra delen av landet. Sangstrup Klint ligger upp till 17 meter över havet.
Närmaste större samhälle är Grenå, 6,7 km söder om Sangstrup Klint.